# Sing Like Me
"Sing Like Me" é uma canção gravada pelo cantor e compositor norte-americano Chris Brown. Foi lançada nos Estados Unidos a 24 de Novembro de 2009 como o único single promocional do seu terceiro álbum de estúdio, Graffiti (2009). Foi composta por Brown, Big Makk, Keith Thomas, Lorenza "Big Lo" Lennon e Teris Vinson, com a produção e arranjos sob o comando de Makk, Thomas e Lennon. Musicalmente, é uma balada pop e R&B cujas letras falam sobre Brown a sair de uma discoteca com várias mulheres.
"Sing Like Me" recebeu opiniões mistas pelos críticos de música contemporânea, e permaneceu por duas semanas na tabela musical de canções R&B em 2010, tendo atingido o seu pico no número 84.

## Antecedentes e lançamento
Em 2008, Brown iniciou a produção do seu terceiro álbum de estúdio, tendo anunciado o seu título, Graffiti (2009), na cerimónia dos American Music Awards mais tarde nesse ano. Foi revelado em Junho de 2008 que o artista estava a trabalhar com a equipa de produtores The Runners, para que criassem uma "gravação incrível e maluca. Algo que você nunca ouviu antes." O produtor Scott Storch, com quem Brown trabalhou em "Run It!" (2005), confirmou o seu envolvimento no disco, afirmando: "Ele é bom. Eu estou a trabalhar algumas coisas em Orlando com ele." A 5 de Setembro de 2009, o cantor anunciou via Twitter que já havia encerrado a produção de Graffiti e que o lançamento do mesmo iria ocorrer em Dezembro do mesmo ano. O produtor Swizz Beatz, em entrevista à MTV, disse que "ele tem algo a provar" e que "trabalhou em 60-70 canções".
"Sing Like Me" foi composta por Chris Brown, Big Makk, Keith Thomas, Lorenza "Big Lo" Lennon e Teris Vinson, com Makk, Thomas, e Lennon a tratarem da produção da faixa. Foi gravada no The Compound, um estúdio de gravação situado na cidade de Orlando, Flórida. Tony Maserati tratou da mixagem da obra no The Record Plant, um estúdio de gravação situado na cidade de Los Angeles, Califórnia. O trabalho artístico do lançamento promocional da canção foi estilizada similarmente à capa de Graffiti. Apresenta uma aparência retro, a mostrar Brown vestido de trajes pretos e um cardigan, e óculos de sol vermelhos.
Nos Estados Unidos, "Sing Like Me" foi lançada via a loja digital iTunes Store a 24 de Novembro de 2009 como o único single promocional de Graffiti.

## Estrutura musical e conteúdo
|                                                    | "Sing Like Me" "Sing Like Me" é uma balada pop e R&B de ritmo lento. |
| Problemas para escutar este arquivo? Veja a ajuda. |                                                                      |

"Sing Like Me" é uma faixa de ritmo lento dos géneros pop e rhythm and blues (R&B), que apresenta batidas produzidas pela Roland TR-808 e um arranjo de cordas que apresentam influências asiáticas. Sarah MacRory, da revista Billboard, gostou da batida da obra, a compará-la a canção "Feelin' on Yo Booty" (2001), do rapper R. Kelly. Liricamente, a faixa fala sobre Brown a sair de um discoteca acompanhado de várias mulheres, sendo que ele não quer casar com nenhuma delas. O coro de "Sing Like Me" contém o gancho "I gotta girl singin' like me". Um analista do Yahoo! Music disse que a música tem frases onde o artista "vangloria sobre as raparigas que não conseguem fartar-se dele", e descreveu as letras como "o cantor divaga sobre o seu status de celebridade e as suas habilidades com mulheres". Um escritor do Rap-Up escreveu que na canção, Brown "faz [as] mulheres cantarem os seus louvores".

## Recepção crítica

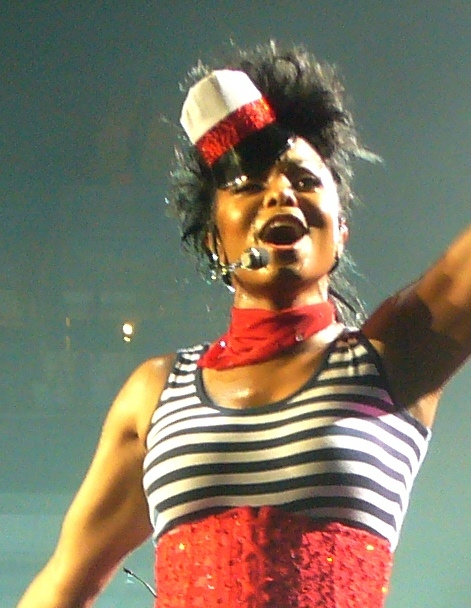
O That Grape Juice comparou a técnica do cantor à de Janet Jackson.

Um crítico do Yahoo! Music notou "Sing Like Me" como uma das melhores faixas de Graffiti. A análise do blogue That Grape Juice chamou a canção de "ridiculamente pegajosa", e apreciou a subtileza com a qual Brown transmite as letras, a compará-á a técnica da cantora norte-americana Janet Jackson. O Associated Press descreveu-a como "pretensiosa mas encantadora". A revista Time Out New York não gostou do facto de "Sing Like Me" e "Crawl" terem sido posicionadas adjacentemente no álbum, mas chamou ambas as faixas de "canções de outra forma fortes". Sarah Rodman, para  o The Boston Globe, chamou a música de "grosseira", e comparou-a ao "material sexual" e ao braggadocio de R. Kelly.
Melinda Newman, para o HitFix, notou a sua falta de criatividade, enquanto Nathan S., para o The DJ Booth, escreveu que "não há nada excepcional" sobre "Sing Like Me" e o primeiro single de Graffiti, "I Can Transform Ya". Roxana Hadadi, para o Express Night Out, não ficou impressionado com as letras adultas e egoístas da música.

## Alinhamento de faixas
Nos Estados Unidos, "Sing Like Me" foi lançada via a loja digital iTunes Store a 24 de Novembro de 2009 como o único single promocional de Graffiti.
- Download digital (340226849)[21]

1. "Sing Like Me" — 4:15

## Créditos
Os créditos seguintes foram adaptados do encarte do álbum Graffiti (2009) e do sítio Discogs:
- Chris Brown — vocais principais, composição
- Lorenza "Big Lo" Lennon — composição, produção e arranjos
- Big Makk — composição, produção e arranjos
- Tony Maserati — mixagem
- Brian Springer — gravação
- Keith Thomas — composição, produção e arranjos
- Teris Vinson — composição

## Desempenho nas tabelas musicais
Apesar de não ter sido oficialmente enviada para as rádios, "Sing Like Me" estreou na tabela musical Hot R&B/Hip-Hop Songs no número 96, de acordo com a publicação da revista Billboard de 6 de Março de 2010. Na semana seguinte, a gravação subiu para a sua posição de pico: 84, antes de abandonar a tabela na semana seguinte.